# Aculepeira talishia
Aculepeira talishia är en spindelart som först beskrevs av Zawadsky 1902.  Aculepeira talishia ingår i släktet Aculepeira och familjen hjulspindlar. Inga underarter finns listade i Catalogue of Life.